# La familiarità con Cristo
La familiarità con Cristo (sottotitolato Meditazioni sull'anno liturgico) è un saggio antologico del sacerdote cattolico e teologo Luigi Giussani, fondatore del movimento Comunione e Liberazione, pubblicato dalle Edizioni San Paolo nel 2008.

## Storia editoriale
Il volume contiene una raccolta di meditazioni di Giussani dedicate ai periodi dell'anno liturgico tenute in occasione dei ritiri dei membri dell'associazione Memores Domini e del movimento di CL. L'editore San Paolo aveva già in precedenza pubblicato volumi antologici tematici di Giussani, come i libretti dedicato alla preghiera del Rosario (Il Santo Rosario) e alla Via Crucis (Egli solo è) e i volumi dedicati all'Antico Testamento (Che cos'è l'uomo perché te ne curi?) e alle preghiere a ai canti tradizionali (Tutta la terra desidera il Tuo volto).
Gli interventi erano già stati pubblicati nel corso degli anni sulla rivista Tracce, organo ufficiale del movimento di Comunione e Liberazione, tra il 2005 e il 2007 prima di essere raccolti in volume. Il libro contiene anche una appendice dedicata alla Madonna e al sacramento dell'eucaristia ed è preceduto da una prefazione appositamente scritta da Julián Carrón, il sacerdote spagnolo che sostituì Giussani alla guida del movimento.

## Contenuti
I primi capitoli sono la trascrizione di lezioni tenute da Giussani negli anni settanta durante i periodici ritiri spirituali dei Memores Domini. Il testo dedicato all'Avvento proviene da una conversazione del 28 novembre 1971. Quello sul Natale, in una occasione analoga, è del 6 gennaio 1974, mentre quello dedicato alla Quaresima è del 16 febbraio 1975.
Più recenti sono i testi dedicati alla Pasqua, all'Ascensione e alla Pentecoste, sempre durante un ritiro dei Memores Domini del 16 maggio 1992. Del 13 giugno 1971 è invece il testo dedicato al Tempo ordinario.
L'appendice dedicata a Maria è la trascrizione di un'alezione di Giussani tenuta nella Cattedrale di Faenza il 2 maggio 1988., mentre quelle dedicate all'eucaristia provengono da contributo di Giussani del 22 marzo 1996 ripubblicato in occasione del XXIV Congresso Eucaristico Nazionale del 2005 e da una lezione del novembre 1967 ai membri svizzeri di Gioventù Studentesca a Friburgo.

## Edizioni
- Luigi Giussani, La familiarità con Cristo, prefazione di Julián Carrón, 1ª ed., Cinisello Balsamo, Edizioni San Paolo, 2008,  p. 215, ISBN 978-88-215-6129-0.